# Rosalyn Terborg-Penn
Rosalyn Terborg-Penn (Brooklyn, 1941 –  Brooklyn, 2018) foi uma professora de história  e escritora norte-americana. Especializou-se em história afro-americana e em história das mulheres negras. O seu livro African American Women in the Struggle for the Vote, 1850-1920, foi um trabalho pioneiro que recuperou a história das mulheres negras que participaram no movimento sufragista nos Estados Unidos da América.  Ela foi professora emérita da Universidade Morgan State.

## Infância e educação
Rosalyn Marian Terborg, nasceu no dia 22 de Outubro de 1941, no bairro Brooklyn, em Nova Iorque. Era filha de Jeanne Terborg de Indianapolis que trabalhava numa sacristia e de Jacques A.Terborg um músico de jazz oriundo do Suriname. Foi casada com William Thomas Penn. Faleceu no dia 25 de Dezembro de 2028.
Em 1951, a família mudou-se para Queens, onde ela terminou ensino secundário em 1959,  no John Adams High School. Em 1963 licenciou-se em História no Queens College, na Universidade de Nova Iorque. De seguida, mudou-se para Washington D.C., onde obteve o seu mestrado sobre a história da diplomacia dos Estados Unidos da América  na Universidade George Washington. Terborg-Penn doutorou-se em história afro-americana na Universidade Howard, antes de 1965.

## Activismo
Enquanto estudava na Queens College (Nova Iorque), fundou um pólo da  NAACP na universidade. Liderou um protesto quando a escola não permitiu que Malcolm X discursasse no campus.
Ela também organizou viagens de protesto, uma delas foi até ao Prince Edward County na Virgínia, onde escolas foram fechadas por agentes escolares que eram contra a integração racial. Enquanto lá esteve  Terborg-Penn e outros estudantes deram aulas aos estudantes negros. Quando foi estudar na Universidade George Washington, aderiu ao grupo de direitos civis formado por estudantes de que fez pressão pela Lei dos Direitos Civis de 1964.

## Carreira

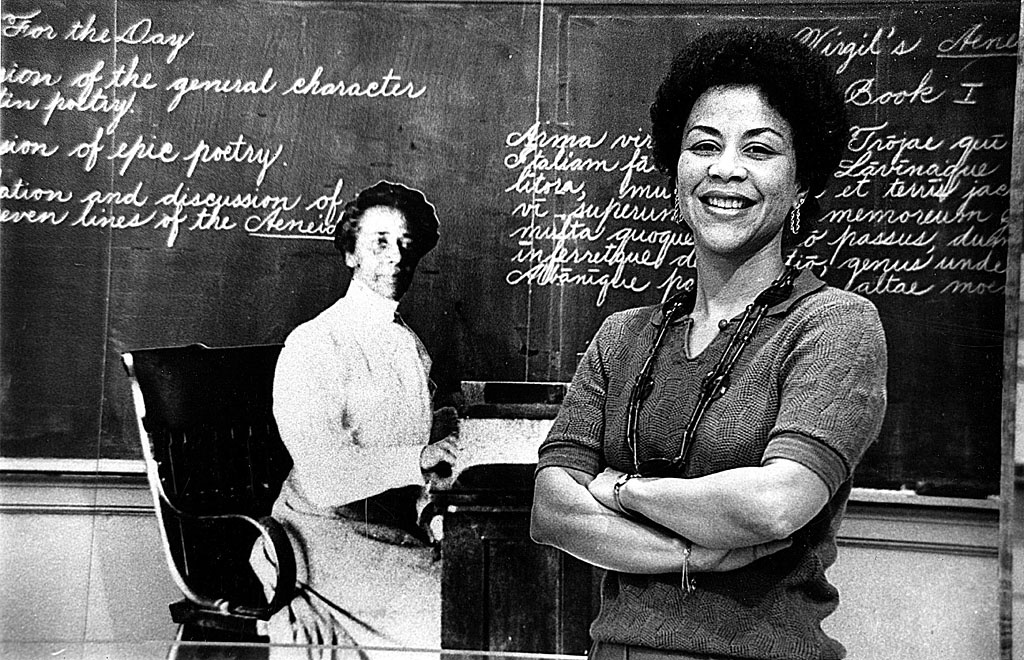
Rosalyn Terborg-Penn em frente à exposição de Anna J. Cooper no Museu do Bairro Anacostia, 1985

Em 1969 Terborg-Penn começou a ensinar na Universidade de Morgan State (MSU) e criou o primeiro doutoramento para estudantes de história. Ela fazia parte do corpo docente de outras universidades, nomeadamente da Universidade de Maryland, Baltimore e da Howard Community College.
Em 1977 co-fundou a Associação de Historiadoras Negras, da qual foi a primeira presidente.
Publicou o seu livro African American Women in the Struggle for the Vote, 1850-1920, em 1998, considerado uma obra pioneira.
Nele, critica a história conhecida do sufrágio feminino nos Estados Unidos por ter apagado as contribuições das mulheres negras, e identifica mais de 120 mulheres negras que desempenharam importantes papéis na luta pelo voto, mas não receberam o devido reconhecimento.
Argumentou que devido ao facto de as opiniões sobre as questões raciais divergirem entre  as activistas negras e brancas, a história escrita apenas considerou a acção das mulheres brancas como relevante. O trabalho é considerado um trabalho seminal na história das mulheres afro-americanas.
Foi a primeira mulher negra a presidir o comité de história as mulheres da Associação Histórica Americana em 1983.
Em 2013 foi uma das historiadoras presentes no documentário televisivo First Ladies: Influence & Image. 

## Prémios e reconhecimento
Rosalyn recebeu vários prémios ao longo da sua vida, entre eles:
- O seu livro African American Women in the Struggle for the Vote, 1850 to 1920, ganhou o ABWH’s Letitia Woods Brown Memorial Prize.
- Em 2003  recebeu  o prémio Distinguished Black Marylander da Universidade Towson
- Em 2008 recebeu da Associação para o estudo da história e vida dos Afro-Americanos a medalha Carter G. Woodson Scholar’s
- Ainda em 2008 recebe a medalha atribuída pela Universidade de Morgan State a Mulheres Notáveis
- Em 2012, foi premiada com o prémio Letitia Woods Brown Memorial de melhor artigo académico sobre mulheres negras

O prémio ABWH’s Rosalyn Terborg-Penn Junior Faculty Award foi criado em sua honra.

## Obras notáveis
- Terborg-Penn, Rosalyn, African American Women in the Struggle for the Vote, 1850-1920, Indiana University Press (1998) [10]
- Sharon Harley; Rosalyn Terborg-Penn, The Afro-American Woman: Struggles and Images, Black Classic Press,(1997) [13]
- Terborg-Penn, Rosalyn and Andrea Benton Rushing, Women in Africa and the African Diaspora: A Reader, Washington: Howard University Press (1997) [14]
- Robert L. Harris; Rosalyn Terborg-Penn, The Columbia Guide to African American History Since 1939, Columbia University Press (2013) [15]